# Савельев, Сергей Владимирович
Серге́й Владимирович Саве́льев (бел. Сяргей Уладзіміравіч Савельеў; род. 1989 или 8 ноября 1989, Минск) — белорусский информатор, с марта 2022 года — координатор горячей линии правозащитного проекта Gulagu.net.
Стал известен в октябре 2021 года после того, как передал основателю сайта Gulagu.net правозащитнику Владимиру Осечкину копию электронного архива видеозаписей, фотографий и документов из компьютерной сети ФСИН России, свидетельствующих об организации и осуществлении на протяжении десятков лет систематических пыток, издевательств, извращённых изнасилований и преднамеренных физических повреждений внутренних органов заключённых в местах заключения в России.
Переданные Савельевым материалы стали новым мощным доказательством в многолетнем расследовании Владимира Осечкина и сайта Gulagu.net, а начало их публикации группой Осечкина в Интернете и в СМИ ряда стран, в числе прочего, также послужило стимулом к возбуждению в России уголовных дел о пытках осужденных в тюремной больнице под Саратовом.

## Биография
Сергей Савельев родился в 1989 году в Минске.

### В России
В 2013 году приехал на заработки в Россию. В этом же году Савельев был осужден в России за хранение наркотиков. Был приговорен к 9 годам лишения свободы. Отбывал наказание сначала в Краснодарском крае, а затем в Саратовской области.
В областной туберкулёзной больнице № 1 (ОТБ-1) управления ФСИН по Саратовской области администрация колонии неофициально привлекла его к бесплатной работе в качестве секретаря и системного администратора, и почти весь срок Савельев провёл в тюремной больнице, числясь её пациентом. В качестве секретаря он занимался ведением служебной документации, отвечал на поступавшие в учреждение жалобы. В качестве системного администратора он получил доступ к компьютерам, подключённым к компьютерной сети ФСИН. Также он отвечал за хранение и выдачу служебных видеорегистраторов. Во время отбывания наказания он начал копировать материалы, находившиеся на компьютерах учреждения и в ведомственной сети (видеозаписи со служебных видеорегистраторов, камер видеонаблюдения, различные документы). Полученные таким образом материалы, скопированные на внешние носители, ему удалось незаметно вынести с территории учреждения при освобождении. Освободился 2 февраля 2021 года.
После освобождения Савельев пытался установить контакт с рядом правозащитных организаций России, однако ни одна из этих организаций, кроме эмигрировавшего из России во Францию проекта Gulagu.net, не проявила интереса к предлагавшимся им Савельевым обширным доказательным материалам о систематических жесточайших пытках в местах заключения в России, о поставленных на поток выбиваниях капо-разработчиками различных «признательных показаний» посредством извращённых изнасилований, в том числе с преднамеренными физическими повреждениями внутренних органов арестантов, приводящих во многих случаях к самоубийству заключённых. Ни из одной из этих организаций, кроме проекта Gulagu.net, Савельев не получил ответа.
После этого, в первой половине 2021 года, Савельев решил передавать скопированные материалы основателю проекта Gulagu.net правозащитнику Владимиру Осечкину. 29 июля 2021 года сайт проекта Gulagu.net был заблокирован на территории России. После начала обнародования архива Осечкиным в сентябре 2021 года, Савельев подвергся преследованию и слежке со стороны УСБ ФСИН и отдела «М» ФСБ России, которые, как оказалось, взламывали его электронную почту и читали его электронную переписку как в России, так и позже в Белоруссии.
Савельев решил слетать к своему знакомому в другой город России за другими частями архива, а затем бежать за границу. Сотрудники УСБ ФСИН, задержав Савельева в аэропорту перед вылетом самолёта, не представившись, пытались выяснить, «на какие иностранные спецслужбы он работает» и каким образом или с чьей помощью ему удавалось копировать материалы из компьютерных сетей ФСИН. Не проявив при этом никакого интереса к самим фактам пыток и злоупотреблений в местах заключения, оперативники в спешном порядке вынудили его подписать показания о том, что он копировал материалы о пытках якобы «с целью наживы». После возвращения, Савельев сразу же из аэропорта бежал на свою родину в Белоруссию.
Начало публикации командой Gulagu.net материалов Савельева в Интернете и в ведущих мировых СМИ, в числе прочего, вынудило правоохранительные органы России 5 октября 2021 года возбудить ряд уголовных дел о пытках осужденных в тюремной больнице под Саратовом.

### Во Франции
Из Белоруссии Савельев, через третьи страны, в середине октября 2021 года вылетел во Францию, где попросил политическое убежище и в ожидании убежища присоединился к активной работе команды проекта Gulagu.net. В конце 2021 года был назван одним из самых популярных белорусов среди граждан по данным социальных опросов. Продолжает участвовать в оппозиционной деятельности.

#### Уголовное преследование
23 октября 2021 года Министерство внутренних дел Российской Федерации объявило Сергея Савельева в федеральный розыск, как сообщается, в связи с уголовным делом о «незаконном получении сведений, составляющих государственную тайну», а также в связи с нарушением условий досрочного освобождения.
28 октября 2021 года Управление МВД России по Саратовской области заявило, что Сергей Савельев был объявлен в федеральный розыск в связи с тем, что 30 сентября 2021 года на него было возбуждено уголовное дело по части 2 статьи 272 УК РФ («Неправомерный доступ к компьютерной информации»). В тот же день районный суд Саратова заочно арестовал Савельева и объявил его в международный розыск.

#### Список Савельева
1 ноября 2021 года команда проекта Gulagu.net совместно с Сергеем Савельевым опубликовала первую часть перечня должностных лиц ОТБ-1, «которые контролировали пытки» капо-разработчиками. Проектом также был создан документальный фильм «Список Савельева», в котором Gulagu.net раскрыла имена должностных лиц ФСИН России, которые, по собственной версии расследования, причастны к пыткам в тюремной больнице. В этой публикации команда проекта Gulagu.net потребовала от следователей Главного следственного управления Следственного комитета России и генерального прокурора Российской Федерации провести полноценное расследование и организовать уголовное преследование всех должностных лиц УФСИН по Саратовской области, «причастных к пыточному конвейеру» в ОТБ-1, СИЗО-1 и ИК-13 УФСИН России по Саратовской области. В первые 10 часов после публикации первой части этого документального фильма-расследования, его просмотрело более 400 000 человек. В этот же день в социальной сети Facebook аккаунт основателя проекта Gulagu.net Владимира Осечкина был без предупреждения заблокирован.
10 ноября 2021 года прокуратура РФ отменила постановление о возбуждении дела о неправомерном доступе к информации (часть 2 статьи 272 УК) против Савельева, благодаря грамотной работе адвокатов и резонансу, возникшему из-за публикаций.
19 ноября 2021 года команда проекта Gulagu.net совместно с Сергеем Савельевым опубликовала вторую часть указанного документального фильма. Во второй его части показаны лица и названы звания сотрудников, причастных к пыткам в ОТБ-1, указаны конкретные даты и время совершения пыток, истязаний и изнасилований капо-разработчиками, отмечены факты превышения должностных полномочий с применением спецсредств, а также халатности сотрудников. В этой публикации команда проекта Gulagu.net призвала директора ФСИН России генерала ФСБ Александра Калашникова лично вылететь в Саратов и провести проверку на месте, показательно уволив всех причастных и передав материалы в ГСУ СК России «для организации уголовного преследования в отношении всех указанных выше садистов». Ко времени публикации второй части фильма количество просмотров первой части достигло уже более 1 000 000 человек.
25 ноября 2021 года президент России Владимир Путин своим указом уволил главу Федеральной службы исполнения наказаний (ФСИН) Александра Калашникова.

#### В команде Gulagu.net
В начале марта 2022 года Савельев официально вошёл в команду правозащитного проекта «Гулагу-нет!» в качестве координатора горячей линии.
13 марта 2022 года Сергей Савельев, вместе с французским журналистом и правозащитником Пьером Афнером, проникли на виллу «Альта Мира» в Биаррице, которую связывают с младшей дочерью президента РФ Владимира Путина Катериной Тихоновой и её бывшим мужем Кириллом Шамаловым. Савельев и Афнер сменили в здании виллы замки, записали видеообращение, посвятив эту акцию пострадавшим от политических репрессий в России, а затем заявили о намерении разместить на вилле украинских беженцев:
Время, когда можно было безнаказанно обкрадывать свой народ, прошло!
14 марта 2022 Савельев и Афнер были задержаны полицией Франции за проникновение на виллу. По результату задержания никаких обвинений против Савельева выдвинуто не было. Спустя несколько месяцев вилла была арестована властями Франции.
Последующая деятельность
Продолжал свою правозащитную деятельность и после 24 февраля 2022 года. Активно включился в помощь украинцам и неоднократно высказывался о поддержке Украины и необходимости свержения «режима Путина». Не считает себя оппозицией, так как не является гражданином Российской Федерации. Заявляет, что «стараюсь вести себя по совести своей».

## Оценки
- Уполномоченный по правам человека в РФ Татьяна Москалькова назвала проявлением смелости действия Сергея Савельева[30].
- Французское издание Libération сравнило действия Савельева с деятельностью Эдварда Сноудена, передавшего СМИ секретную информацию Агентства национальной безопасности США[3].
- Ксения Собчак в своём фильме «Бомба на 100 гигабайт», который посмотрело свыше 4 000 000 человек, назвала Сергея Савельева «Героем нашего времени»[31][32][33].
- Пресс-секретарь российского президента Дмитрий Песков отказался проводить параллели ситуации со Сноуденом и основателем WikiLeaks Джулианом Ассанжем[34].